# ان‌جی‌سی ۵۹۶۴
ان‌جی‌سی ۵۹۶۴ (انگلیسی: NGC 5964) نام یک کهکشان در صورت فلکی مار است.